# Jezerce pri Šmartnem
Jezerce pri Šmartnem este o localitate din comuna Celje, Slovenia, cu o populație de 62 de locuitori.